# Devolutionskrieg
Devolutionskrieg – Holländischer Krieg – Reunionskrieg – Pfälzischer Erbfolgekrieg – Spanischer Erbfolgekrieg
Der Devolutionskrieg (1667–1668) war ein militärischer Konflikt zwischen Spanien und Frankreich, in dem König Ludwig XIV. von Frankreich Teile der Spanischen Niederlande beanspruchte. Der Krieg wurde am 2. Mai 1668 mit der Unterzeichnung des Friedens von Aachen beendet, in dem Spanien einige Territorien abtreten musste.
Der Devolutionskrieg gilt als der erste in der Reihe der sogenannten Reunionskriege, die allein auf eine Mehrung des französischen Reiches sowie Festigung der französischen Hegemonie in Europa ausgelegt waren und das Bild Ludwigs XIV. als ruhmsüchtiger Eroberer begründeten. In der älteren deutschen Literatur wurde dieser Krieg deshalb oft als „Erster Raubkrieg Ludwigs XIV.“ bezeichnet.

## Vorgeschichte
Im Jahre 1659 schlossen Frankreich und Spanien den Pyrenäenfrieden, der einen 24-jährigen Krieg zwischen den beiden Staaten beendete. Im Friedensvertrag musste König Philipp IV. von Spanien (1605–1665) nicht nur einige Gebietsverluste hinnehmen, sondern willigte auch in die Heirat seiner Tochter Maria Teresa (1638–1683) mit dem jungen Ludwig XIV. von Frankreich (1638–1715) ein. Zusätzlich wurde festgelegt, dass Maria Teresa damit ausdrücklich auf alle Ansprüche auf das Erbe ihres Vaters verzichtete. Als „Entschädigung“ wurde dem Bourbonen Ludwig XIV. im Gegenzug eine Mitgift in Höhe von 500.000 Goldécus zugesichert, aber wohl nicht bezahlt.

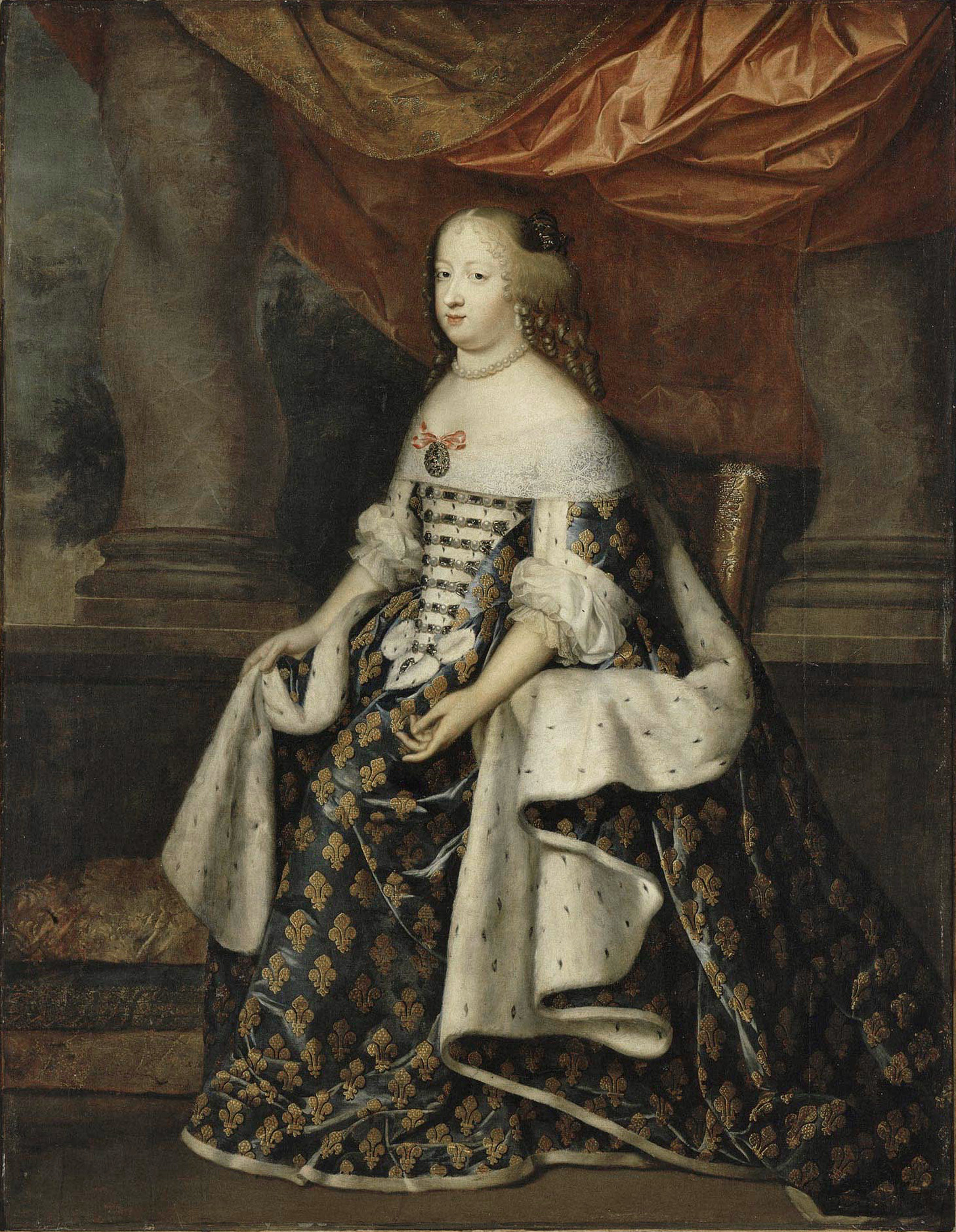
Maria Teresa von Spanien als Königin von Frankreich, Gemälde von Charles Beaubrun

Als Philipp IV. schließlich am 17. September 1665 starb, meldete der französische König umgehend Ansprüche auf Teile der Spanischen Niederlande an. Im Detail handelte es sich um die Herzogtümer Brabant und Limburg, Cambrai, die Markgrafschaft Antwerpen, die Herrschaft Mechelen, Gelderland, die Grafschaften Namur, Artois und Hennegau, ein Drittel der Freigrafschaft Burgund und ein Viertel des Herzogtums Luxemburg.
Als Rechtfertigung gab Ludwig XIV. an, dass die versprochene Mitgift nicht ausbezahlt wurde und der Verzicht der Königin daher unwirksam sei. Als zusätzliche Rechtsgrundlage zog er das brabantische Erbrecht heran. In diesem war die sogenannte Devolution (von lateinisch devolvere: abwälzen, überlassen) vorgesehen, ein privatrechtliches Instrument, das das Erbrecht von Kindern (auch Töchtern) aus erster Ehe vor jenes der Kinder aus zweiter Ehe stellte. Französische Legisten folgerten daraus, dass die Spanischen Niederlande nicht an den noch minderjährigen spanischen Thronerben Karl II. (1661–1700) fallen dürften, weil dieser aus der zweiten Ehe Philipps IV. hervorgegangen war. Maria Teresa hingegen stammte aus dessen erster Ehe und sei deshalb, und damit Ludwig XIV. selbst, in Brabant erbberechtigt. Auf dieses natürliche Recht könne die Königin nicht auch für ihre Kinder verzichten. Der Historiker Heinz Schilling urteilte darüber: „Hier wurde mittelalterliches Privatrecht dem modernen Machtstaat dienstbar gemacht, der doch sachlich, institutionell und das heißt überpersönlich aufgebaut war.“
Die spanische Regentin Maria Anna (1634–1696), die für ihren minderjährigen Sohn die Regierungsgeschäfte zusammen mit ihrem Beichtvater Kardinal Johann Eberhard Neidhardt (1607–1681) leitete, wies diese Forderungen mit dem Hinweis auf den Verzicht Maria Teresas auf jegliche Erbansprüche zurück. Der französische König begann daraufhin Vorbereitungen zu einem neuerlichen Waffengang gegen Spanien.

## Politische Vorbereitungen

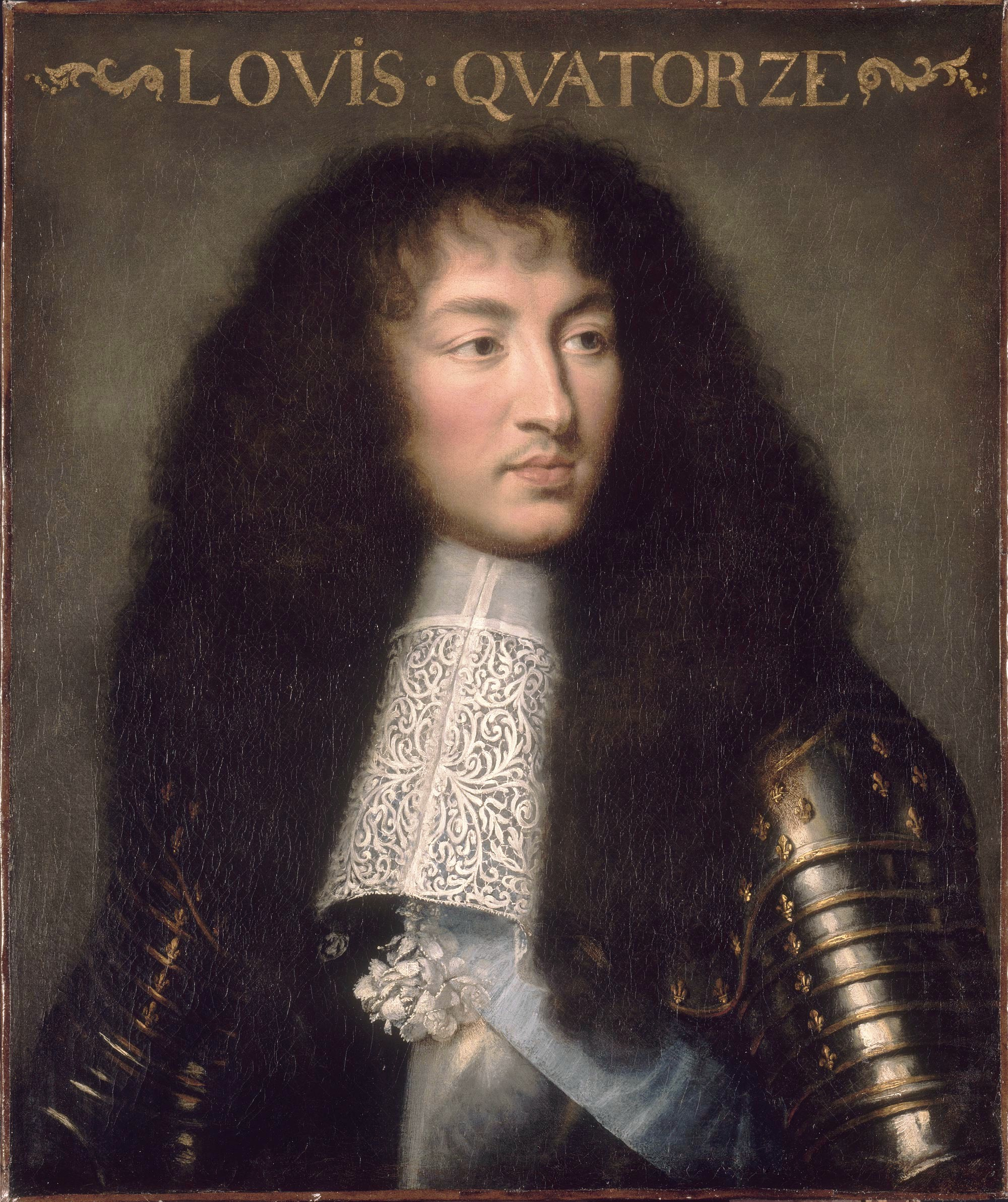
Ludwig XIV. um 1661, Gemälde von Charles Lebrun

Die außenpolitische Situation war 1667 für Frankreich sehr günstig. Spanien befand sich bereits seit einigen Jahren in einem Krieg gegen Portugal (Restaurationskrieg), der Spanien fast nur Rückschläge gebracht hatte und den größten Teil des spanischen Militärpotenzials band. Portugal wurde von Frankreich zunächst im Geheimen, dann jedoch auch offen unterstützt. So schlossen beide Staaten am 31. März 1667 einen formellen Bündnisvertrag.
Ein weiterer Verbündeter Frankreichs waren die Vereinigten Niederlande. Nachdem Frankreich die Niederlande schon seit langer Zeit im Kampf gegen Spanien unterstützt hatte, gingen beide Mächte 1662 schließlich ein Defensivbündnis ein. Ludwig XIV. war darauf bedacht, die Unterstützung der Vereinigten Niederlande für eine Eroberung der Spanischen Niederlande zu erhalten, und strengte deshalb Verhandlungen an. Die Vereinigten Niederlande befanden sich zu diesem Zeitpunkt in einem Krieg gegen England; in den Generalstaaten befürchtete man ein Zusammengehen von England und Frankreich, wenn man auf die französischen Angebote nicht einginge. Der einflussreiche holländische Ratspensionär Johan de Witt (1625–1672) schlug den Franzosen vor, die Spanischen Niederlande gemeinsam aufzuteilen. Solche Pläne wurden bereits seit 1663 diskutiert. Doch der Anteil, den Ludwig XIV. für sich einforderte, schreckte de Witt ab und der Vertrag wurde nie abgeschlossen. Gleichzeitig trafen auch spanische Vorschläge ein, im Falle eines französischen Angriffs eine gemeinsame Armee aufzustellen. De Witt schätzte das militärische Potenzial Spaniens jedoch als schwach ein und der französische Gesandte erklärte unumwunden, dass ein Bündnis der Niederlande mit Spanien einer Kriegserklärung an Frankreich gleichkommen würde. Obwohl die französisch-niederländischen Verhandlungen zu keinem greifbaren Ergebnis geführt hatten, war Ludwig XIV. vom Wohlwollen der Vereinigten Niederlande überzeugt. Er versprach ihnen, im Konflikt mit England zu vermitteln, und erklärte England schließlich selbst den Krieg, ohne dass sich die französische Marine in größerem Umfang engagierte.
Als potenzieller Gegner stand der französischen Expansion damit einzig das Heilige Römische Reich im Weg. Die Spanischen Niederlande standen als Burgundischer Reichskreis entsprechend den Vereinbarungen von Augsburg des Jahres 1548 zwischen Karl V. und dem Reich unter einer besonderen Beistandszusage des Reichs. Bei einem Angriff konnten daher die Reichsstände des Reichstages Frankreich den Reichskrieg erklären. Den französischen Diplomaten war jedoch daran gelegen, auch diese Gefahr zu beseitigen. Hierbei bedienten sie sich der Mitglieder des Rheinbundes. Mit dem Hochstift Münster, Kurmainz, Pfalz-Neuburg, Kurbrandenburg und Kurköln wurden bilaterale Verträge geschlossen, in denen sich diese Reichsstände verpflichteten, ihre Territorien für fremde Truppen zu sperren und im Reichstag auf die Neutralität des Reiches zu drängen. Dadurch wurde der geplante französische Feldzug auch nach Osten hin gegen das Eingreifen des Reichs abgeschirmt.
Am 8. Mai 1667 übermittelte Ludwig XIV. dem spanischen Hof eine Deklaration, in der er seine Forderungen wiederholte. Diese Deklaration wurde von den französischen Botschaftern an jedem Hof Europas ebenso bekannt gegeben. Sie sollten den Feldzug des „Sonnenkönigs“ nicht als Krieg darstellen, sondern als den Einmarsch in Länder, die ihm bereits rechtmäßig gehörten. Der König selbst nannte die Invasion eine „Reise“ (voyage).

## Kriegsverlauf

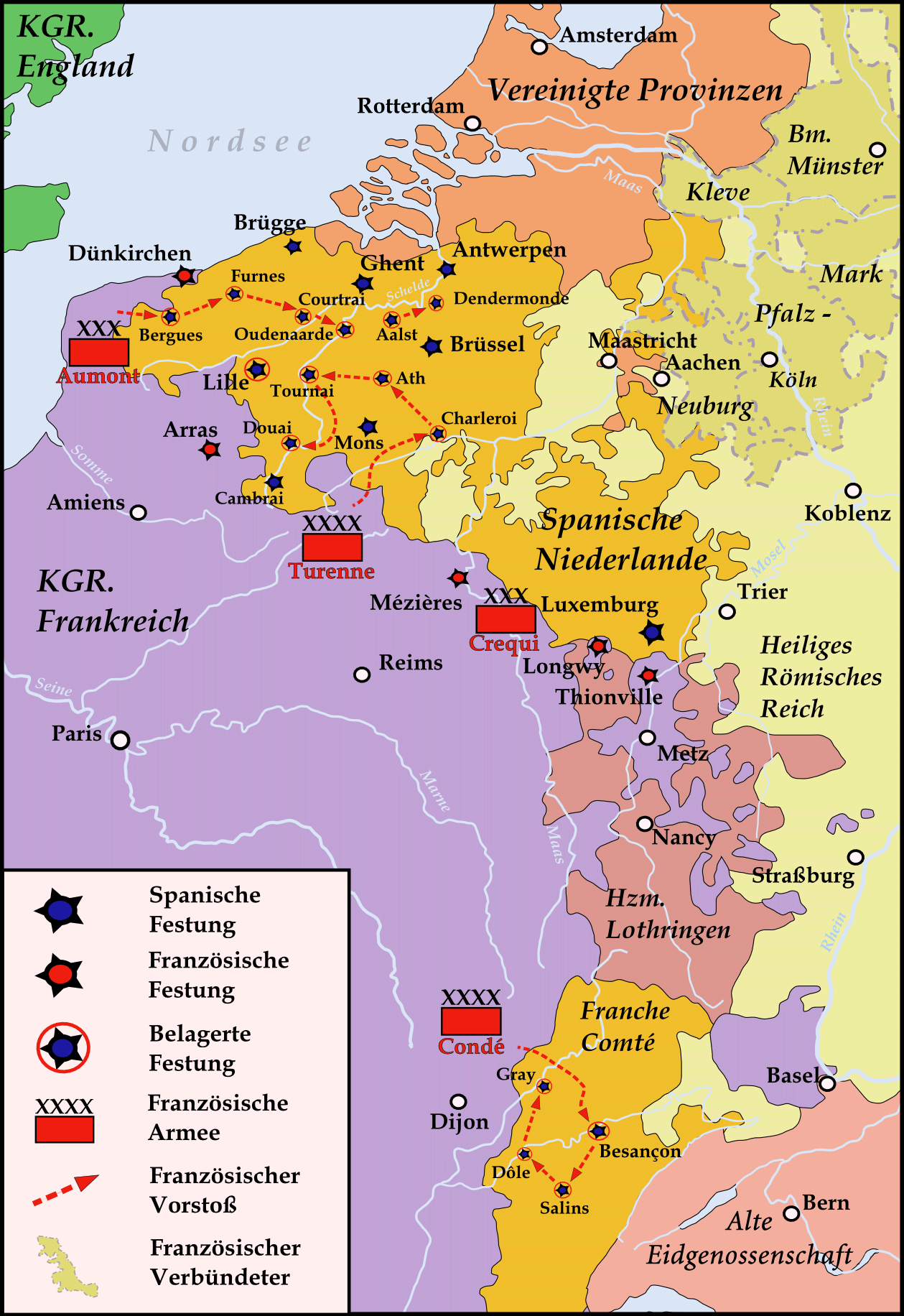
Karte des Kriegverlaufs

Nach dem Pyrenäenfrieden war das französische Heer stark reduziert worden, um Kosten einzusparen. Seine Zahl betrug 1665 nur 50.000 Mann. Durch eine von Ludwig XIV. veranlasste Aufrüstung wuchs die Stärke bis zum Kriegsbeginn auf 82.000 Soldaten an. Im Frühjahr 1667 marschierten zwischen Mézières und der Kanalküste schließlich 51.000 französische Soldaten auf, die binnen vier Tagen zusammengezogen werden konnten. Die Hauptarmee bestand aus 35.000 Mann unter dem persönlichen Kommando des Königs. Der eigentliche Befehlshaber war jedoch Maréchal Turenne (1611–1675). Links neben der Hauptarmee formierte sich im Artois an der Kanalküste ein weiteres französisches Korps unter Marschall Antoine d’Aumont de Rochebaron (1601–1669), während ein weiteres Korps unter Lieutenant-général François de Créquy (1624–1687) den Schutz der Hauptarmee auf der rechten Flanke übernahm. Alle drei Truppenkörper sollten gleichzeitig in die spanischen Territorien einrücken, um so die zahlenmäßige Überlegenheit der Franzosen auszunutzen und es den Spaniern nicht zu erlauben, sich gegen einen einzelnen französischen Verband zu konzentrieren.

### Der Feldzug in den Spanischen Niederlanden
Am 24. Mai 1667 überschritten die französischen Streitkräfte die Grenze zu den Spanischen Niederlanden. Diese waren auf einen Krieg schlecht vorbereitet und konnten auf absehbare Zeit auch nicht mit Unterstützung aus dem Mutterland rechnen. Überhaupt waren die militärischen Einrichtungen in den Spanischen Niederlanden nicht einheitlich organisiert. Jede größere Stadt hatte ihren eigenen Verantwortungsbereich und kümmerte sich selbst um den Unterhalt der eigenen Verteidigungsanlagen, was in der Praxis jedoch darauf hinauslief, dass sie auf eine Belagerung schlecht vorbereitet waren. Ihre Befehlshaber waren relativ unabhängig und nur dem Statthalter Marquis von Castel Rodrigo (1610–1675) verantwortlich, dem auch die wenigen regulären spanischen Truppen unterstanden. Abgesehen davon standen ihm nur Milizen zur Verfügung, die jedoch nur im äußersten Notfall aufgeboten wurden. So gestattete es die geringe Zahl der verfügbaren Truppen nicht, eine Feldarmee aufzustellen. Die wenigen vorhandenen Streitkräfte wurden deshalb in die Festungen des Landes geworfen, um sich dort so lange wie möglich zu halten. Aus diesem Grund kam es während des gesamten Krieges nur zu kleineren Scharmützeln und Belagerungen und nicht zu einer großen Schlacht.

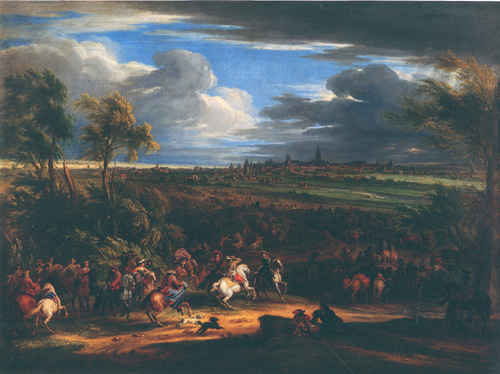
Die französische Armee vor Courtrai (Juni 1667), Gemälde von Adam Frans van der Meulen

Am 10. Mai 1667 hatte der Maréchal de Turenne den Oberbefehl über die französischen Streitkräfte übernommen. Erstes Ziel bildete die Festung Charleroi, welche an der Sambre gelegen die Verbindungen zwischen den nördlichen und den südlichen spanischen Besitzungen dominierte. Der Marquis de Castel-Rodrigo besaß nicht die Mittel, um diesen wichtigen Ort zu behaupten, und räumte ihn, nachdem er alle Befestigungen zerstört hatte. Maréchal de Turenne besetzte Charleroi am 2. Juni und ließ die Befestigung durch den führenden Ingenieur Vauban (1633–1707) neu errichten, um von dort aus gegen Mons oder Namur operieren zu können. Zu diesem Zweck lagerte die ganze Hauptarmee 15 Tage um Charleroi. Die Spanier verstärkten die Festungen von Mons und Namur. Doch Turenne umging Mons und nahm am 16. Juni Ath ein, welches die spanischen Truppen, überrascht vom unerwarteten Vormarsch der Franzosen, ohne Widerstand zu leisten, verließen. Auch die Befestigungen dieser Stadt wurden von den Franzosen ausgebaut.
Ziel des Maréchals de Turenne war es nun, ganz Flandern mitsamt der Hauptstadt Lille von den großen spanischen Basen im Osten (Brügge, Gent, Brüssel, Namur) abzuschneiden. Er wandte sich deshalb als Nächstes gegen Tournai. Am 21. Juni erreichte die Hauptarmee die Festung und schloss sie ein. Die Festung ergab sich wenige Tage später, und die Franzosen zogen am 25. Juni ein. Daraufhin zog die Hauptarmee nach Südwesten und belagerte vom 1. bis zum 7. Juli erfolgreich Douai. Inzwischen war weiter im Norden auch das Korps des Maréchal d’Aumont erfolgreich vorgerückt und hatte Flandern durch die Einnahme der Festungen Bergues (6. Juni) und Furnes (12. Juni) vom Meer abgeschnitten. Danach hatte Maréchal de Turenne dieses Korps zum Angriff auf Courtrai befohlen. Diese Stadt wurde am 18. Juli erobert, und kurz darauf kapitulierte auch die spanische Besatzung von Oudenaarde (29. bis 31. Juli) vor den Truppen d’Aumonts.

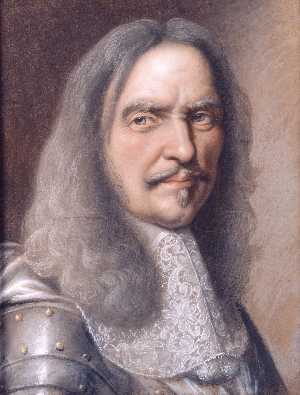
Maréchal de Turenne, Gemälde von Robert Nanteuil

Durch die französischen Vorstöße hatte Maréchal de Turenne die starken spanischen Hauptfestungen von Ypern, Lille und Mons isoliert. Anstatt jedoch diese Festungen sofort zu belagern, entschloss er sich, zunächst weiter gegen Antwerpen vorzustoßen, um die Schwäche der spanischen Truppen auszunutzen. Dieser Vorstoß scheiterte jedoch zwischen Gent und Brüssel bei Dendermonde. Diese von 2500 Spaniern verteidigte kleine Festung behauptete sich gegen die französische Armee. Maréchal de Turenne zog sich deshalb Anfang August über Oudenaarde zurück und bereitete die Belagerung von Lille vor. Diese Belagerung war das größte Unternehmen des gesamten Feldzuges und dauerte vom 10. bis zum 28. August, als die spanische Besatzung unter dem Provinzgouverneur Philippe Spinola von Bruay gegen freien Abzug kapitulierte. Da der Marquis de Castel-Rodrigo vom Fall der Festung noch nicht unterrichtet war, entsandte er noch eine 12.000 Mann starke Armee unter dem Grafen de Marchin, um Lille zu entsetzen. Am 31. August traf diese Armee auf das Korps des französischen Marquis de Créquy, das Maréchal de Turenne inzwischen zur Deckung der Belagerung herangezogen hatte. Dieses Gefecht entschieden die Franzosen für sich, während sich die Truppen des Marquis de Marchin (1601–1673) zurückziehen mussten. Nach der Eroberung von Lille unternahm Maréchal de Turenne nur noch eine weitere Unternehmung. Am 12. September eroberte er die Festung Aalst und unterbrach damit die Verbindungslinien zwischen Gent und Brüssel. Danach beschränkten sich die französischen Truppen auf die lockere Blockade von Ypern und Mons und gingen am 13. Oktober schließlich in ihre Winterquartiere.
In Spanien hatten bereits im Juni die Vorbereitungen zur Entsendung einer Streitmacht nach Flandern begonnen. Die Regierung der Regentin brachte mehr als eine Million Pesos auf und bestimmte Juan José de Austria (1629–1679) zum Befehlshaber der vorgesehenen Streitmacht. Dessen Ruf als General war nach einigen Niederlagen im Krieg gegen Portugal angeschlagen, und da er die Lage in den Spanischen Niederlanden pessimistisch einschätzte, verzögerte er die Abfahrt über viele Wochen und Monate. Als Vorwand diente ihm dazu das Votum einer Theologiekommission, die sich gegen ein Bündnis mit den protestantischen Mächten England und den Niederlanden ausgesprochen hatte. Letztlich führten weitere innenpolitische Verwicklungen dazu, dass das spanische Heer nie in Flandern eintreffen sollte.

### Die Wende in der Diplomatie

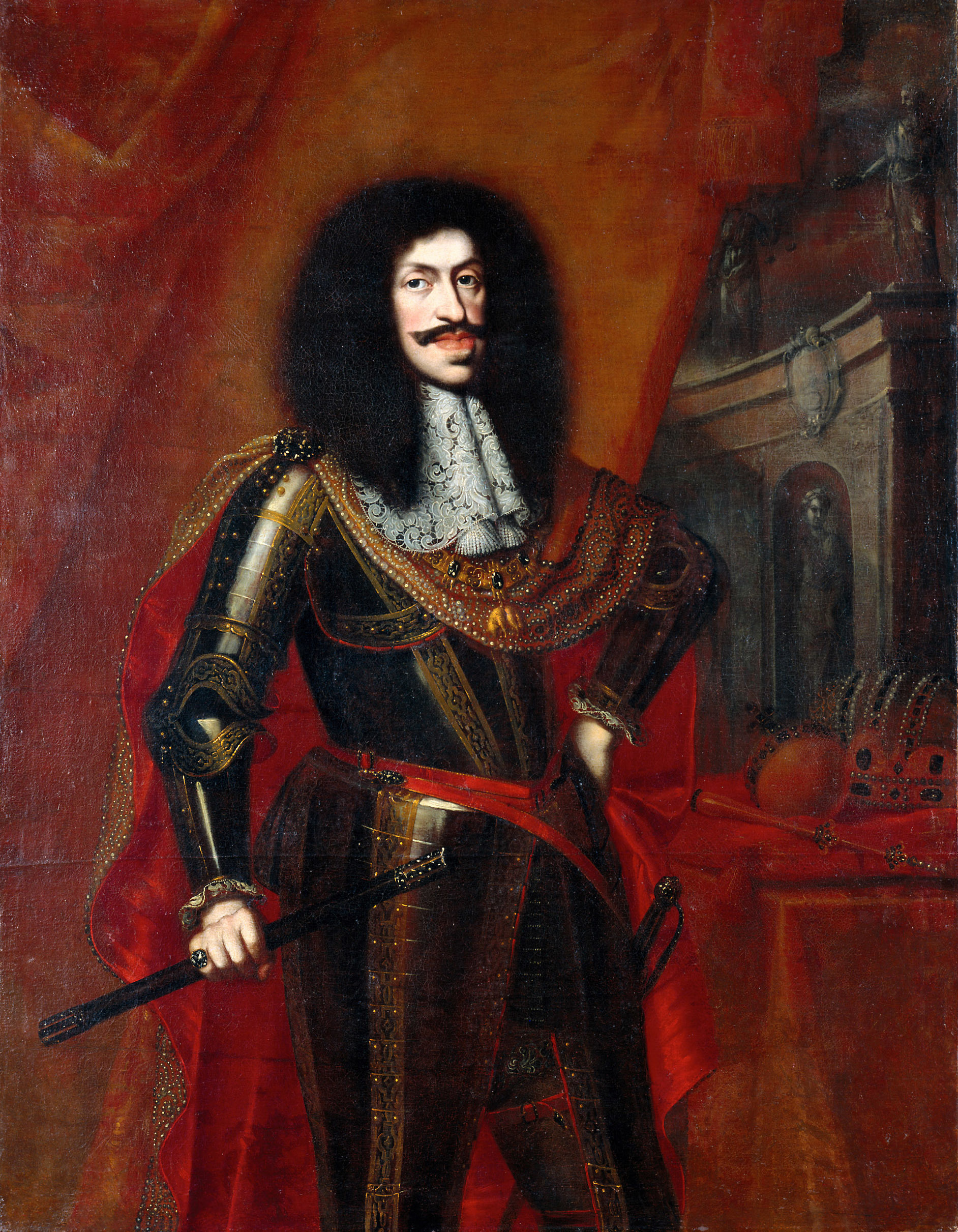
Kaiser Leopold I. (1640–1705)

Während die Operationen im Winter unterbrochen wurden, kam es zu wichtigen Entscheidungen in der europäischen Politik. Spanien versuchte, sich in eine vorteilhaftere Position zu bringen. Zunächst richtete die spanische Regierung ein Hilfegesuch an die Vereinigten Niederlande. Marquis de Castel-Rodrigo bat vor allem um finanzielle Unterstützung (2 Millionen Gulden), wofür er im Gegenzug die Zolleinnahmen aus dem Maas- und Scheldehandel an die Vereinigten Niederlande übergeben wollte. Auch die Abtretung von Brügge, Ostende und Damme war im Gespräch. De Witt wollte jedoch keine direkte Konfrontation mit Frankreich riskieren und ging nicht auf diese Bündnisangebote ein. Weiterhin leitete Spanien Verhandlungen mit dem portugiesischen Hof ein und schloss am 13. Februar 1668 den Frieden von Lissabon. Es war somit in der Lage, ab dem kommenden Frühjahr alle militärischen Kräfte gegen Frankreich zu richten.
Um wenigstens Kaiser Leopold I. aus dem Konflikt herauszuhalten, nahmen französische Diplomaten Geheimverhandlungen mit dem Wiener Hof auf. In diesen boten sie dem Kaiser die Aufteilung des Spanischen Reiches an. König Karl II. von Spanien war ein sechsjähriges Kind, dem aufgrund zahlreicher körperlicher und geistiger Behinderungen niemand eine lange Lebenszeit prophezeite. Mit ihm würde die spanische Linie der Habsburger aussterben. Der Kaiser ging auf das Angebot ein. Er sollte Spanien selbst, dessen Kolonien und das Herzogtum Mailand erhalten. Frankreich beanspruchte im Gegenzug die Spanischen Niederlande, die Franche-Comté, Navarra und das Königreich Neapel-Sizilien. Der geheime Teilungsvertrag wurde am 19. Januar 1668 vereinbart. Der Kaiser hatte damit keinen Grund mehr, gegen Frankreich in den Krieg zu ziehen, denn dieses besetzte lediglich Territorien, die ihm vom Kaiser zugestanden worden waren. Der Vertrag wurde jedoch in den folgenden Jahren vom Kaiser nicht ratifiziert, um das Verhältnis zu Spanien nicht weiter zu verschlechtern.

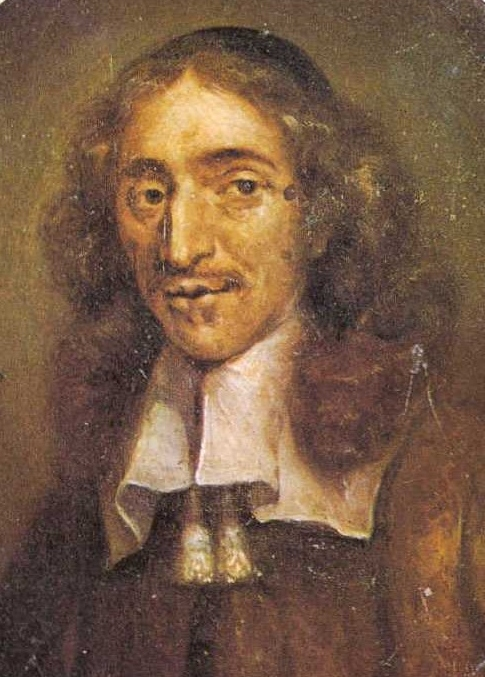
Johan de Witt (1625–1672)

Der schnelle französische Vormarsch hatte die Vereinigten Niederlande allerdings sehr beunruhigt. Zwar waren auch sie eigentlich Feinde der spanischen Monarchie, doch „ein inaktives und müdes Spanien stellte für sie einen besseren Nachbarn dar als ein mächtiges und aggressives Frankreich.“ Sie wollten die Spanischen Niederlande als eine Art „Pufferstaat“ unbedingt erhalten. Die Niederlande beeilten sich deshalb, ihren Krieg gegen England zu beenden, und schlossen trotz des sehr erfolgreichen Kriegsverlaufes am 31. Juli 1667 den Frieden von Breda. Danach boten sie zunächst ihre Vermittlung im Krieg zwischen Frankreich und Spanien an. Ludwig XIV. lehnte dies jedoch im September 1667 ab und versuchte weiterhin, die Holländer für eine gemeinsame Aufteilung der Spanischen Niederlande zu gewinnen. Diese Bemühungen verliefen im Sande, und Ludwig XIV. spielte mit dem Gedanken an einen Krieg gegen die Niederlande. Nun richteten sich die niederländischen Bemühungen darauf, eine Koalition gegen Frankreich zustande zu bringen, um die französische Expansion zu begrenzen. Es war jedoch nicht de Witts Intention, damit das gute Verhältnis zu Frankreich zu beenden.
König Karl II. von England (1630–1685) hatte nach dem Frieden von Breda geheime Bündnisverhandlungen mit Frankreich aufgenommen, die gegen die Vereinigten Niederlande gerichtet waren. Aber gleichzeitig verhandelte er auch mit den Vereinten Niederlanden über eine gemeinsame Allianz gegen Frankreich. Im ersten Fall würden ihn französische Subsidien unabhängig vom englischen Parlament machen; in letzterem Fall läge der Erfolg darin, die französisch-niederländische Allianz zu sprengen. Während Ludwig XIV. die englischen Angebote ablehnte, ging de Witt auf sie ein. Am 23. Januar 1668 schlossen sich die Vereinigten Niederlande und England in einem Bündnis zusammen, dessen erklärtes Ziel es war, Spanien zur Abtretung einiger Territorien und Frankreich zur Begrenzung seiner Forderungen zu bringen. In einem geheimen Zusatzartikel wurde zusätzlich jedoch festgehalten, dass, wenn der französische König seine Forderungen erweitern oder seinen Eroberungszug fortsetzen sollte, die Allianz kriegerische Mittel anwenden würde, um Frankreich in die Grenzen von 1659 zurückzudrängen. Auch das Königreich Schweden trat dieser Allianz bei (Tripelallianz), um auf diesem Weg dringend benötigte Subsidien zu erhalten. Trotzdem versicherte de Witt den französischen Diplomaten, dass dieses Bündnis nicht gegen Frankreich gerichtet sei, sondern Spanien zur Abtretung der geforderten Territorien bringen sollte.

### Der Feldzug in der Franche-Comté
Es ging Ludwig XIV. unterdessen bei einem neuen Feldzug vor allem darum, möglichst weite spanische Gebiete zu erobern, um diese bei einem Friedensschluss austauschen zu können. Für diese Zwecke bot sich die Einnahme der spanischen Franche-Comté an. Diese lag isoliert und war von spanischen Truppen fast völlig entblößt. Dies hatte mehrere Gründe: Zum einen hatte Frankreich die Neutralität dieser Freigrafschaft im vergangenen Krieg gegen Spanien respektiert und zum anderen rechneten die spanischen Generäle mitten im Winter nicht mit einem Einfall der Franzosen. Der Marquis von Castel-Rodrigo schrieb in einem Brief: „Ich bin zufrieden mit der Unterbrechung der Kampfhandlungen, die der Winter dem König von Frankreich aufzwingt.“

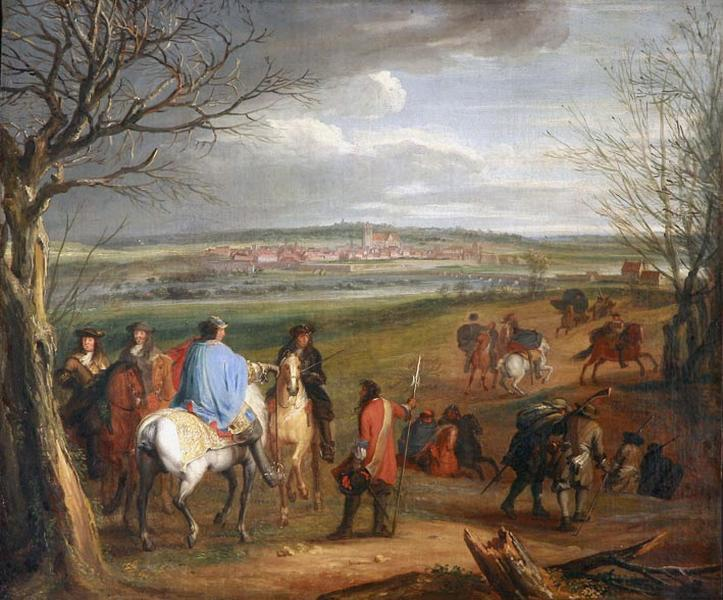
Die Belagerung von Dôle (Februar 1668), Gemälde von Adam Frans van der Meulen

Ludwig XIV. beauftragte den General de Condé (1621–1686) mit der Vorbereitung eines Winterfeldzuges gegen die Franche-Comté. Condé war als ehemaliger Gegner des Königs während der Fronde-Aufstände in Ungnade gefallen und wurde 1668 erstmals seit neun Jahren wieder mit einem militärischen Kommando betraut. Als Gouverneur von Burgund war Condé am ehesten in der Lage, einen Angriff gegen die Freigrafschaft vorzubereiten. Für diesen Zweck wurde eine zweite Armee aus neu aufgestellten Truppen zusammengezogen. Wieder begleitete Ludwig XIV. den Feldzug persönlich. Der König verließ Saint-Germain am 2. Februar 1668, um zur Hauptarmee zu stoßen. Zu diesem Zeitpunkt erhielt er die Nachricht vom Abschluss der Tripelallianz und durch einen Spion den Hinweis, dass diese auch bereit war, Frankreich den Krieg zu erklären. Dennoch beharrte er auf dem einmal eingeleiteten Feldzug, weil er durch diesen ein geeignetes Faustpfand für spätere Verhandlungen zu erobern glaubte.
General de Condé hatte den Vormarsch am 4. Februar begonnen und nahm bereits am 7. Februar die Freie Reichsstadt Besançon ein, welche ebenfalls in der Franche-Comté lag. Am selben Tag gelang einem weiteren französischen Korps unter dem General François-Henri de Montmorency-Luxembourg (1628–1695) die Eroberung Salins. Beide Festungen hatten praktisch keine Gegenwehr geleistet. Nunmehr konzentrierte sich die französische Armee auf die Einnahme der Festung Dôle. Diese kapitulierte erst am 14. Februar nach einer kurzen viertägigen Belagerung, die 400–500 französische Soldaten das Leben kostete. Nur fünf Tage später fiel am 19. Februar auch die Festung Gray an die Franzosen. Der spanische Gouverneur Philippe de La Baume-Saint-Amour, Marquis de Yenne, hatte sich dem französischen König kurz zuvor ergeben und überredete nun den Gouverneur der Festung Gray zur Kapitulation. Ludwig XIV. kehrte nach Saint-Germain zurück, wo er schon am 24. Februar 1668 eintraf. Nach nur 17 Tagen war die ganze Freigrafschaft besetzt. Die Ursache für diesen schnellen Erfolg lag in der Überraschung und der schlechten Vorbereitung der Spanier. Außerdem war die lokale Bevölkerung den Franzosen zugeneigt und begrüßte sie mehrheitlich.

## Der Frieden von Aachen

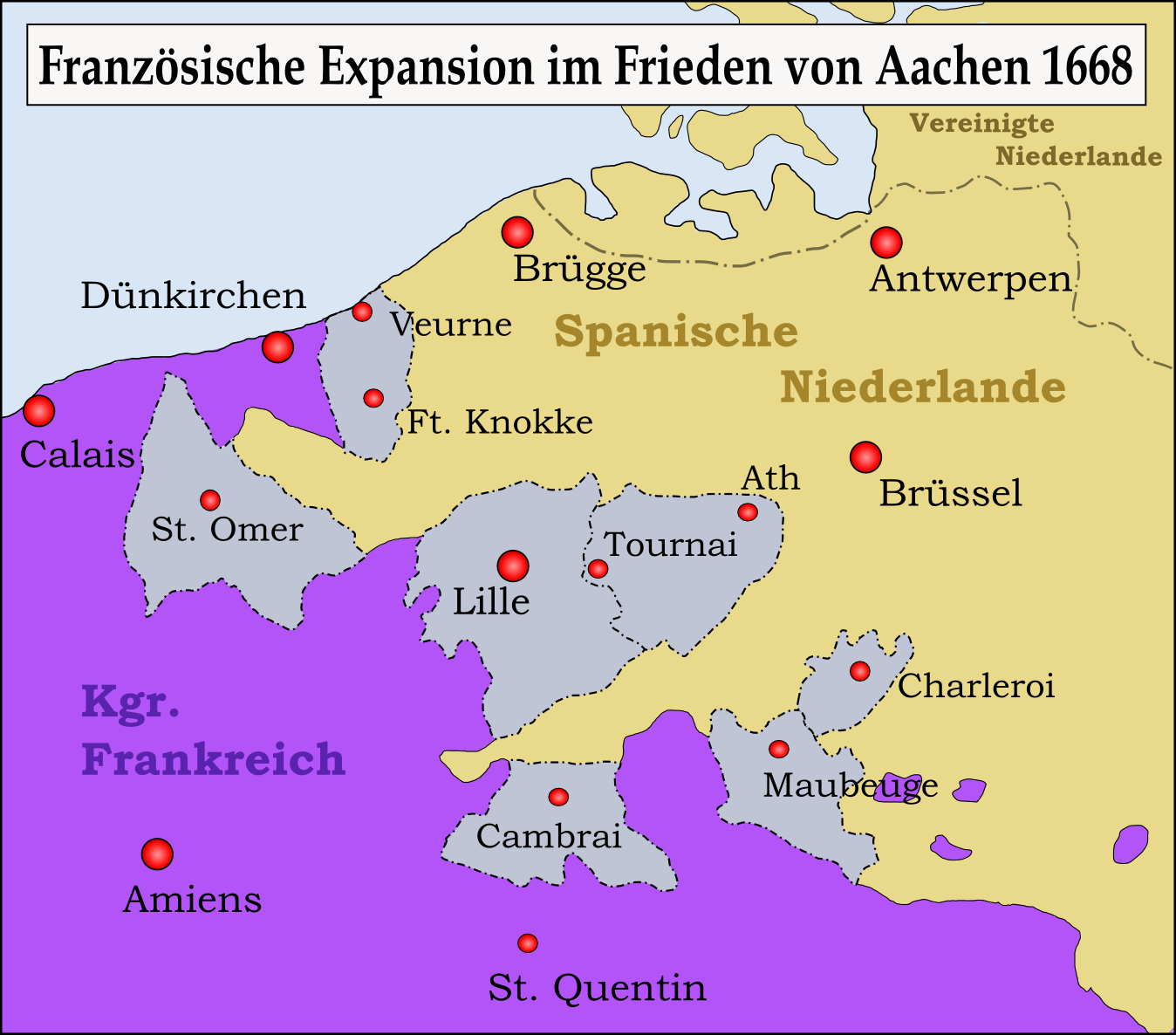
Im Aachener Frieden 1668 von Frankreich gewonnene und wieder zurückgegebene Gebiete

Die Eroberung der Franche-Comté sollte zunächst nur der Auftakt zu einem umfassenden Feldzug im Frühjahr sein. Die Armee war auf 134.000 Soldaten vermehrt worden. Der Plan sah vor, dass der König und Maréchal de Turenne mit 60.000 Mann den verbliebenen Teil der Spanischen Niederlande erobern sollten. An der Spitze von 10.000 Mann sollte der Bruder des Königs, der Herzog von Orléans (1640–1701), in Katalonien einfallen, während der Prinz de Condé mit 22.000 Mann in den Bistümern Metz, Toul und Verdun einen möglichen Vorstoß aus dem Heiligen Römischen Reich abzuwehren hatte. Doch nachdem sich Ludwig XIV. der Franche-Comté als Faustpfand versichert hatte, stellte sich zuerst die Frage, ob er sich den Forderungen der Tripelallianz beugen oder den Krieg fortsetzen sollte. Kriegsminister Louvois sowie Turenne und Condé waren für eine Fortsetzung des Krieges, weil ihnen die Gelegenheit gegenüber den geschwächten Spaniern günstig schien. Der Außenminister Hugues de Lionne (1611–1671) und Finanzminister Jean-Baptiste Colbert (1619–1683) zogen hingegen einen schnellen Friedensschluss vor, weil die Kosten eines Krieges unabsehbar waren (bisher hatte er über 18 Millionen Livres gekostet) und die außenpolitischen Bedingungen einen Erfolg fragwürdig erscheinen ließen. Spanien hatte zudem inzwischen (13. Februar 1668) mit Portugal den Frieden von Lissabon geschlossen und konnte sich nunmehr verstärkt auf den Krieg gegen Frankreich konzentrieren. Ludwig XIV. musste einsehen, dass Frankreich der Koalition von Spaniern, Niederländern, Engländern und Schweden noch nicht gewachsen war, verkündete deshalb einen Waffenstillstand bis Ende März 1668 und leitete Verhandlungen ein.
Im April trafen sich die Parteien in Saint-Germain und handelten bis zum 13. des Monats einen Friedensvertrag aus. Vom 25. April an tagte schließlich ein Kongress unter dem Vorsitz des Nuntius des Papstes Clemens IX. in Aachen, wo schließlich am 2. Mai 1668 der Frieden unterzeichnet wurde (→ Frieden von Aachen). In diesen Verhandlungen setzte die Tripelallianz ihre Forderungen durch: Frankreich räumte die Franche-Comté inklusive der Freien Reichsstadt Besançon, zerstörte zuvor jedoch sämtliche Befestigungen der Städte Gray und Dole. Außerdem mussten sich die französischen Truppen aus den Spanischen Niederlanden zurückziehen. Lediglich 12 eroberte Städte verblieben im Besitz des französischen Königs: Lille, Tournai, Oudenarde, Courtrai, Furnes, Bergues, Douai mit dem Fort de Scarpe, Binche, Charleroi, Ath und Armentiers.
Ludwig XIV. schrieb später in seinen Memoiren über die Entscheidung zum Friedensschluss:

„Bei der ansehlichen Ausbeute, die mir mein Glück gewährte, schien mir nichts notwendiger, als den Kleinsten unter meinen Nachbarn den Eindruck ehrlicher Mäßigung zu erwecken und ihnen auf diese Weise etwas von der Angst zu benehmen, die man allzu großer Macht gegenüber ganz natürlich empfindet. […] Die Franche-Comté, die ich aufgab, war in ihrer Lage so weit reduziert, dass ich mich ihrer jeder Zeit bemächtigen konnte, und meine neuen Eroberungen, gut geschützt, würden mir einen sicheren Zugang zu den Niederlanden gewähren.“

## Die Inszenierung des „Sonnenkönigs“

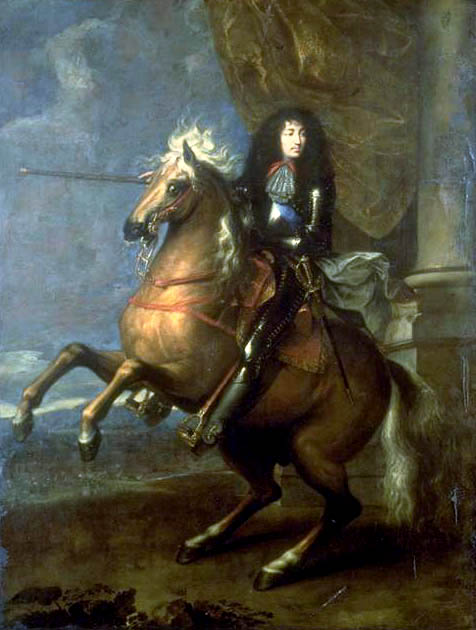
Ludwig XIV. bei der Belagerung von Douai (Juli 1667), Gemälde von Charles Lebrun

Für den jungen französischen König stellte der Krieg gegen Spanien die Möglichkeit dar, sich einen bleibenden Ruhm zu verschaffen. „Die Leidenschaft für den Ruhm hat in Meiner Seele gewiß den Vorrang vor allen anderen“, sagte er oft. Traditionsgemäß kommandierte er, zumindest nominell, die Armee selbst und begleitete sie auf dem Feldzug. Er erreichte die Hauptarmee am 3. Juni 1667 vor Charleroi und verließ sie am 2. September 1667 wieder. Zwischen dem 2. und 24. Februar 1668 befand er sich noch einmal mit der Armee des Prinzen Condé in der Franche-Comté im Feld. Obwohl Ludwig am Kriegsrat teilnahm, trafen tatsächlich erfahrene Generäle die Entscheidungen auf dem Schlachtfeld. Der König fiel jedoch dadurch auf, dass er sich ständig in persönliche Gefahr begab, zum Beispiel, wenn er während der Belagerungen die vordersten Gräben besichtigte und viele Nächte im Biwak verbrachte. Dennoch war dies nicht zu vergleichen mit dem „Heldentum“ einiger seiner Vorgänger, denn wie Voltaire später über ihn berichtet:

« On ne lui voyait point, dans les travaux de la guerre, le courage emporté de François Ier et de Henri IV, qui cherchaient toutes les espèces de danger. Il se contentait de ne les pas craindre, et d’engager tout le monde à s’y précipiter pour lui avec ardeur. »

„Man sah bei ihm in den Anstrengungen des Krieges nicht die Courage von Franz I. und Heinrich IV., die alle Arten von Gefahren suchten. Er begnügte sich, sie nicht zu fürchten, und alle Welt zu bewegen, sich mit Eifer für ihn in den Kampf zu stürzen.“

In diesen Zeiträumen reiste der König jedoch mit dem gesamten Hofstaat und dem gesamten Luxus, auf den er auch im Krieg nicht verzichten wollte. Allein dieser benötigte einen großen logistischen Aufwand. Mit Ludwig XIV. reisten unter anderem die Königin sowie die zwei Mätressen des Königs (die Herzogin de la Vallière und die Marquise de Montespan), aber auch sämtliche Minister und unbeschäftigten Generäle. Besonders die letzteren neigten dazu, gegen die kommandierenden Marschälle und dabei insbesondere gegen den Maréchal de Turenne zu intrigieren, was dessen Befehlsführung beeinträchtigte.
Im Gefolge des Königs befanden sich auch die zwei führenden Hofmaler Adam Frans van der Meulen und Charles Lebrun, welche dazu angehalten waren, die Taten des Sonnenkönigs festzuhalten. Gleiches galt für andere Künstler. So entstanden zahlreiche Gemälde und Gobelins, aber auch Medaillen und Gedichte. Nach dem Friedensschluss fand in Versailles eine große Siegesfeier statt, an deren Ausrichtung auch andere Zeitgenossen wie Molière, Jean-Baptiste Lully, Louis Le Vau und Carlo Vigarani beteiligt waren. Bei all diesen Gelegenheiten wurde der König stets so dargestellt, als hätte er die alleinige Befehlsführung übernommen, ohne dass die zahlreichen Marschälle und Generäle erwähnt wurden. In den Jahren nach dem Krieg (ab 1671) wurde der König nun oft als Louis le Grand oder Ludovicus Magnus (Ludwig der Große) gepriesen, und einem Vorschlag des Finanzministers Colbert nach sollte sogar ein Triumphbogen in Paris entstehen. Der Bau wurde jedoch 1671 eingestellt.

## Folgen
Die Auswirkungen des Devolutionskrieges waren vielfältig. Rein militärisch hatte Frankreich einige Vorteile errungen, indem es in den Festungsgürtel eingebrochen war, der die Spanischen Niederlande umgab. Gleichzeitig führte dies zu einer Steigerung der französischen Verteidigungskraft, da Vauban sofort daranging, die eroberten Städte zu starken Festungen auszubauen. Diese wiederum dienten in den späteren Kriegen als Ausgangsbasen für weitere französische Eroberungszüge. Dabei ist nicht mehr zu ermitteln, wie hoch die Verluste der französischen und spanischen Truppen sowie der Zivilbevölkerung während des Krieges waren. Aufgrund der kurzen Dauer des Konfliktes sind diese wohl relativ niedrig einzustufen. Bekannt ist beispielsweise, dass das französische Heer allein bei der Belagerung von Lille mehr als 4.000 Soldaten durch Tod oder Verwundung einbüßte. Die spanischen Truppen sollen danach im Gefecht bei Brüssel 180 Mann verloren haben.
Auf der politischen Ebene waren die Ergebnisse für König Ludwig XIV. eher negativer Natur. Der Ruf des Königs hatte zumindest im Heiligen Römischen Reich gelitten, vor allem durch die Einnahme der Freien Reichsstadt Besançon. Der Rheinbund löste sich unter dem Eindruck der französischen Expansionsabsichten noch 1668 auf, und auch andere Verbündete wie der Kurfürst von Brandenburg fielen von Frankreich ab. Diese Kehrtwendung vieler Reichsstände wurde deutlich, als sie im Jahre 1673, zu Beginn des zweiten Krieges Ludwig XIV., Frankreich den Reichskrieg erklärten.
Die wichtigste Folge war jedoch die geänderte Einstellung Ludwigs XIV. gegenüber den Vereinigten Niederlanden. Der König gab ihnen, den ehemaligen engen Verbündeten, die Hauptschuld am Zustandekommen der Tripelallianz, deren Druck seinen Eroberungszug zum Stehen gebracht hatte. Die französische Außenpolitik der folgenden Jahre war deshalb ganz auf die Isolierung der Vereinigten Niederlande ausgerichtet, um diese bei einer sich bietenden Gelegenheit anzugreifen. Nachdem die Isolierung durch Bündnisse mit mehreren deutschen Fürsten, England und Schweden gelungen war, eröffnete Ludwig XIV. 1672 den Niederländischen Krieg (1672–1679), der sich zu einem gesamteuropäischen Konflikt ausweiten sollte. Viele Historiker sehen in diesem zweiten Krieg lediglich die Fortsetzung des Devolutionskrieges.